# Nick van der Velden

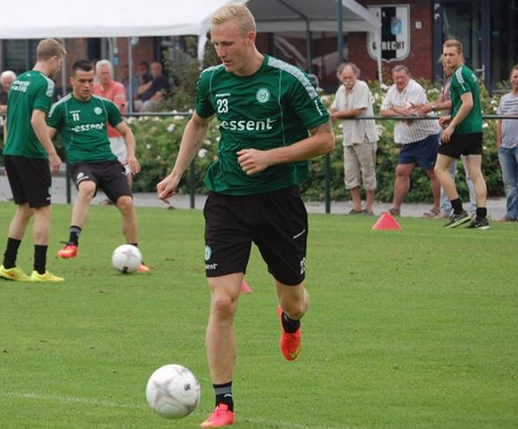
Van der Velden in 2014

Nick van der Velden (Amsterdam, 16 december 1981) is een voormalig Nederlands profvoetballer die bij voorkeur als middenvelder speelde. Hij is vanaf de zomer van 2025 assistent-trainer van Dick Schreuder bij N.E.C., waar hij tussen 2011 en 2013 ook al als voetballer actief was.

## Carrière

### RKC Waalwijk
Van der Velden speelde in de jeugd van De Volewijckers en DWS, voordat hij in de jeugdopleiding van Eredivisie-club RKC Waalwijk terechtkwam. Daar stroomde hij voorafgaand het seizoen 2003/04 door vanuit de jeugd. Hij maakte op 20 september 2003 tegen FC Twente zijn debuut in het profvoetbal. Hij zou in totaal vijf keer invallen in zijn eerste seizoen. Hij kwam in zijn eerste twee jaar voor RKC slechts tot tien wedstrijden, allemaal als invaller, en slechts 227 minuten.

### FC Dordrecht
RKC verhuurde hem in het seizoen 2005/06 aan FC Dordrecht. Op 12 augustus debuteerde hij tegen TOP Oss op het tweede niveau van Nederland. Hier speelde hij dat jaar bijna alle competitieronden in de Eerste divisie. Hij kwam tot negen goals dat seizoen. 
Ook na zijn terugkeer bij RKC bleef een doorbraak uit, waardoor Van der Velden eerst weer op huurbasis naar FC Dordrecht ging en vervolgens definitief van club wisselde. Door een clausule in het huurcontract kon RKC Van der Velden terughalen bij degradatie. In eerste instantie haalde RKC hem ook terug, maar uiteindelijk mocht hij weg en tekende hij een tweejarig contract bij FC Dordrecht. In het seizoen 2007/08 werd hij met veertien doelpunten topscorer van de club. Ook werd hij door de supportersvereniging uitgeroepen tot speler van het seizoen. In totaal speelde Van der Velden 78 wedstrijden voor FC Dordrecht, waarin hij 26 keer scoorde.

### AZ
Van der Velden tekende op 26 februari 2008 een contract bij AZ. Zo kwam hij alsnog in de Eredivisie terecht. Hij maakte op 13 september zijn debuut voor AZ tegen ADO Den Haag. Op 4 april 2009, opnieuw tegen ADO Den Haag, scoorde hij zijn eerste goal voor AZ. Het was zijn enige goal dat seizoen, waarin hij landskampioen werd met de club. Na twintig competitiewedstrijden in zijn eerste seizoen, namen Van der Veldens speelgelegenheden bij AZ af. Hij kwam nog maar tot 23 wedstrijden in de twee seizoenen erna, evenveel als in zijn debuutseizoen. Hij speelde in totaal 46 wedstrijden voor AZ. 

### N.E.C.
Hij verhuisde daarop in 2011 naar N.E.C. Hier scoorde hij in de eerste oefenwedstrijd, tegen Beuningse Boys. Op 6 augustus maakte hij zijn debuut voor N.E.C. tegen Sc Heerenveen. Op 27 augustus scoorde hij tegen Heracles Almelo zijn eerste goal voor de club. Op 5 november was hij tegen Feyenoord matchwinner met de enige treffer van de wedstrijd. Hij kwam tot drie goals en drie assists in zijn eerste seizoen, waarin hij tot 32 wedstrijden kwam.
Op 27 januari 2013 leverde hij beide assists in een 2-1 overwinning op FC Groningen. Een week later gaf hij in de Gelderse derby tegen Vitesse de assist op de winnende treffer. Pas in de 23'ste speelronde tegen VVV-Venlo kwam hij tot zijn eerste competitiegoal van het seizoen, waarna hij nog drie keer scoorde. Helaas maakte hij al zijn goals in verloren wedstrijden en zakte N.E.C. door slechts tien nederlagen in de laatste twaalf wedstrijden weg van de zevende naar de vijftiende plek. Van der Velden wees op 11 juni 2013 een contractverlenging voor twee jaar af bij N.E.C. Twee weken later vertrok hij bij N.E.C., waarvoor hij 54 wedstrijden speelde en zeven keer scoorde.

### FC Groningen
In juni 2013 tekende Van der Velden bij FC Groningen. Hij debuteerde op 3 augustus tegen zijn vorige werkgever N.E.C. met een 4-1 overwinning. Een week later scoorde hij tegen FC Utrecht zijn eerste goal voor FC Groningen. Op 21 september was hij als aanvoerder goed voor een goal en een assist tegen RKC Waalwijk. Hij scoorde zes Eredivisiegoals in negentien wedstrijden dat seizoen: zijn beste totaal op het hoogste niveau. Ook was hij goed voor acht assists. 
In zijn tweede seizoen bij Groningen won Van der Velden voor het eerst in de clubgeschiedenis de KNVB beker, hoewel hij zonder speelminuten op de bank zat. Zijn tweede seizoen was hij vooral invaller en kwam hij tot slechts drie goals en één assists. Hij speelde twee jaar bij Groningen en kwam daarin tot 52 wedstrijden en negen goals.

### Willem II
Van der Velden tekende in augustus 2015 een contract tot medio 2016 bij Willem II, de nummer negen van de Eredivisie in het voorgaande seizoen. Dat lijfde hem transfervrij in na het aflopen van zijn verbintenis bij FC Groningen. Zijn eerste twee wedstrijden in het shirt van Willem II speelde hij op 23 en 28 augustus tegen zijn oud-werkgevers AZ en N.E.C. Op 12 december scoorde hij tegen ADO Den Haag zijn eerste doelpunt voor de club. Met Willem II eindigde hij op de zestiende plaats in de Eredivisie, waarna de club en hij via de play-offs lijfsbehoud afdwongen. Hij was daarin zelf goed voor drie goals en vier assists.

### Dundee United
Van der Velden tekende op 19 juli 2016 een eenjarig contract bij Dundee United, dat in het voorgaande seizoen degradeerde naar de Scottish Championship. Het was zijn eerste buitenlandse avontuur. Diezelfde dag nog maakte hij zijn debuut in de Scottish League Cup tegen Cowdenbeath. Op 6 augustus scoorde hij zijn eerste doelpunt voor de club in zijn competitiedebuut tegen Queen of the South. Op 25 april 2017 werd zijn contract ontbonden. Hij speelde in totaal 31 wedstrijden voor de club, waarin hij goed was voor drie goals en vier assists. 

### Bali United
Hij tekende direct na zijn vertrek bij Dundee tot het einde van 2017 bij het Indonesische Bali United. Daar maakte hij op 30 april tegen Persela Lamongan zijn debuut. Hij scoorde vijf keer en gaf twee assists in zijn eerste seizoen in Indonesië en verlengde zijn contract met een jaar. Op 16 januari maakte hij zijn debuut in de Aziatische Champions League-voorrondes. In totaal speelde hij 58 wedstrijden voor Bali, na FC Dordrecht meer dan voor elke andere club in zijn carrière. Daarin was hij goed voor zeven goals en vijftien assists.
Eind januari 2019 kondigde hij het einde van zijn profloopbaan aan en daarna speelde hij nog voor VV HBOK en AFC.

## Clubstatistieken
| Seizoen | Club           | Competitie     | Competitie | Competitie | Beker | Beker | Overig | Overig | Totaal | Totaal |
| Seizoen | Club           | Competitie     | Wed.       | Dlp.       | Wed.  | Dlp.  | Wed.   | Dlp.   | Wed.   | Dlp.   |
| ------- | -------------- | -------------- | ---------- | ---------- | ----- | ----- | ------ | ------ | ------ | ------ |
| 2003/04 | RKC Waalwijk   | Eredivisie     | 5          | 0          | 0     | 0     | –      | –      | 5      | 0      |
| 2004/05 | RKC Waalwijk   | Eredivisie     | 8          | 0          | 2     | 0     | –      | –      | 10     | 0      |
| 2005/06 | → FC Dordrecht | Eerste divisie | 32         | 9          | 0     | 0     | –      | –      | 32     | 9      |
| 2006/07 | RKC Waalwijk   | Eredivisie     | 4          | 0          | 1     | 0     | –      | –      | 5      | 0      |
| 2006/07 | → FC Dordrecht | Eerste divisie | 5          | 2          | 0     | 0     | –      | –      | 5      | 2      |
| 2007/08 | FC Dordrecht   | Eerste divisie | 37         | 14         | 4     | 1     | –      | –      | 41     | 15     |
| 2008/09 | AZ             | Eredivisie     | 20         | 1          | 3     | 0     | –      | –      | 23     | 1      |
| 2009/10 | AZ             | Eredivisie     | 5          | 0          | 1     | 0     | 1      | 0      | 7      | 0      |
| 2010/11 | AZ             | Eredivisie     | 10         | 1          | 1     | 0     | 5      | 0      | 16     | 1      |
| 2011/12 | N.E.C.         | Eredivisie     | 27         | 2          | 3     | 1     | 1      | 0      | 31     | 3      |
| 2012/13 | N.E.C.         | Eredivisie     | 23         | 4          | 0     | 0     | –      | –      | 23     | 4      |
| 2013/14 | FC Groningen   | Eredivisie     | 19         | 6          | 1     | 0     | 4      | 0      | 24     | 6      |
| 2014/15 | FC Groningen   | Eredivisie     | 23         | 1          | 3     | 2     | 2      | 0      | 28     | 3      |
| 2015/16 | Willem II      | Eredivisie     | 25         | 3          | 2     | 0     | 4      | 0      | 31     | 3      |
| 2016/17 | Dundee United  | Championship   | 24         | 1          | 7     | 2     | –      | –      | 31     | 3      |
| 2017    | Bali United    | Liga 1         | 27         | 5          | 0     | 0     | –      | –      | 27     | 5      |
| 2018    | Bali United    | Liga 1         | 24         | 1          | 0     | 0     | 7      | 1      | 31     | 2      |
| 2019/20 | AFC Amsterdam  | Tweede Divisie | 13         | 1          | 1     | 0     | –      | –      | 14     | 1      |
| Totaal  | Totaal         | Totaal         | 331        | 51         | 29    | 6     | 24     | 1      | 384    | 58     |

## Erelijst
AZ
| Nationaal                     |    |         |
| Nederlands landskampioenschap | 1x | 2008/09 |
| Johan Cruijff Schaal          | 1x | 2009    |

 FC Groningen
| Nationaal  |    |         |
| KNVB beker | 1x | 2014/15 |

 Dundee United
| Nationaal                     |    |         |
| Scottish League Challenge Cup | 1x | 2016/17 |